# Halobrecthina opacipes
Halobrecthina opacipes är en skalbaggsart som först beskrevs av Max Bernhauer 1909.  Halobrecthina opacipes ingår i släktet Halobrecthina och familjen kortvingar. Inga underarter finns listade i Catalogue of Life.